# Liste der Bodendenkmale in Nützen
In der Liste der Bodendenkmale in Nützen sind die Bodendenkmale der Gemeinde Nützen nach dem Stand der Bodendenkmalliste des Archäologischen Landesamts Schleswig-Holstein von 2016 aufgelistet. Die Baudenkmale sind in der Liste der Kulturdenkmale in Nützen aufgeführt.
| Denkmal-ID           | Befundart           | Bezeichnung | Zeitstellung                 | Lage | Bemerkungen | Bild |
| -------------------- | ------------------- | ----------- | ---------------------------- | ---- | ----------- | ---- |
| aKD-ALSH-Nr. 004 492 | Grabmal > Grabhügel | Grabhügel   | Vor- und/oder Frühgeschichte |      |             |      |
| aKD-ALSH-Nr. 004 493 | Grabmal > Grabhügel | Grabhügel   | Vor- und/oder Frühgeschichte |      |             |      |